# 면역 복합체

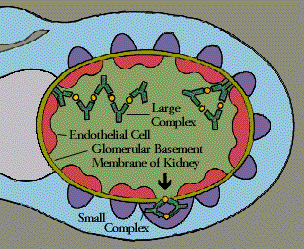
항원-항체 복합체 질환

면역 복합체(免疫複合體, 영어: immune complex)는 다수의 항원이 항체와 결합하여 형성되는 분자이다. 항원-항체 복합체(抗原抗體複合體, 영어: antigen-antibody complex), 항원-결합 항체(抗原結合抗體, 영어: antigen-bound antibody)라고도 한다. 결합된 항원과 항체는 단일 개체로 작용하며, 사실상 특정 항원결정기를 갖춘 자체 항원이다. 항원-항체 반응 후, 면역 복합체는 보체 침전, 옵소닌화, 식세포작용 또는 프로테에이스에 의한 처리를 포함한 여러 가지 반응을 받을 수 있다. 표면에 CR1 수용체를 지닌 적혈구는 C3b로 코팅된 면역 복합체와 결합하여 이를 식세포, 주로 간과 지라로 운반하고, 전신 순환으로 돌아갈 수 있다.

## 같이 보기
- 항원-항체 반응